# Eine total normale Familie
Eine total normale Familie ist ein dänisches Transgender-Filmdrama von Malou Reymann aus dem Jahr 2020.
Der Film hatte seine Premiere beim International Film Festival Rotterdam, bevor er am 20. Februar 2020 erstmals in dänischen Kinos gezeigt wurde. Im deutschsprachigen Raum wird er im Original mit deutschen Untertiteln gezeigt.

## Handlung
Die Handlung spielt um die Jahrtausendwende. Emma und Caroline sind die heranwachsenden Kinder von Thomas und Helle. Die Familie lebt ein beschauliches Leben in einem dänischen Vorort mit eigenem Haus. Im Film werden in einer Anfangsszene und auch zwischendrin regelmäßig Ausschnitte von selbstgemachten Amateur-Videoaufnahmen gezeigt, als die Kinder noch klein waren.
Die 14-jährige Emma spielt heute Fußball in einem örtlichen Verein und wird oft von ihrem Vater begleitet. Die ältere Caroline steht kurz vor ihrer Konfirmation. Unerwartet und ohne im Film erkennbare Anzeichen eröffnet Helle am gemeinsamen Frühstückstisch ihren verblüfften Kindern, dass sich das Ehepaar scheiden lassen wird. Bange Sekunden später wird auch der Grund genannt: Thomas möchte fortan als Frau leben und befindet sich bereits seit Längerem im Prozess geschlechtsangleichender Maßnahmen. Während Caroline nach der ersten Überraschung erstaunlich gefasst und positiv mit der Veränderung ihres Vaters umgeht, kann die jüngere Emma dem nichts abgewinnen und verweigert sich. In einem Mediationgespräch mit einer Psychologin geht dies sogar so weit, dass sie sich einen Schal vor die Augen bindet, um ihren Vater nicht in Frauenkleidung sehen zu müssen. Erst als er/sie ihr verspricht, immer ihr Vater zu bleiben, nimmt sie den Schal ab. Dennoch tastet sich Emma nur zögerlich in die neue Situation. Insbesondere, da sich Agnete, so der neue Name ihres Vaters, im Mallorca-Urlaub als Mutter der Kinder wahrgenommen wird und Agnete das zum Ärger von Emma nicht auflöst. Als später Mitschüler über den Vater von Emma spotten, betrinkt sich Emma mit einer herumgereichten Flasche Wodka bis zur Besinnungslosigkeit. Diese Bedrücktheit und Fremdsein mit der neuen Situation zieht sich somit durch den gesamten Film. Gelöste Momente gibt es in einem Mallorca-Urlaub oder bei der Konfirmationsfeier von Caroline, wo Agnete die sprühende Gastgeberin gibt. Agnetes Vater hadert hier bei seiner Tischrede noch mit den Personalpronomen und – von Agnete darauf hingewiesen und somit etwas aus dem Takt gebracht – bringt die Rede dann rasch zu Ende. Als Agnete den Kindern eine neue Arbeitsstelle und den Umzug nach London verkündigt wird Emma erst bewusst, was sie an ihrem Vater, auch in seinem nun weiblichen Sein, verliert Auch das Versprechen in den Ferien stets zu Agnete reisen zu können, tröstet sie und auch Caroline kaum. Der Film endet mit bunten Bildern aus einer gemeinsamen Ferienzeit in London.

## Rezeption
Teresa Vena von der Neuen Zürcher Zeitung nimmt die Zerrissenheit der Tochter zwischen dem Widerwillen, die neue Identität des Vaters zu akzeptieren aber auch dem Wunsch, ihm trotzdem nahe zu sein, im Film als spürbar und glaubwürdig wahr. Viele Szenen, die ohne Sentimentalität und dafür eher mit Humor einher kommen, erscheinen ihr sogar am Einprägsamsten.
Der Film hat eine Bewertung von 72 % (Zuschauer 67 %) auf Rotten Tomatoes.
Sophie Monks Kaufman vom Magazin Empire gibt dem Film hingegen nur zwei von fünf möglichen Bewertungssternen. Zu zweidimensional erscheint ihr die Figur der Agnete, die einen medizinischen und psychologischen Prozess durchläuft, ohne auch nur einen Hauch von Angst zu verspüren. Federleicht und weggeworfen empfindet sie die Story. Und das, wie sie zu bedenken gibt, der Vater der Regisseurin doch selbst transgender ist.
Jay Weissberg vom Variety-Magazin gab dem Film eine positive Beurteilung und nannte ihn ein „einnehmend aufrichtiges Bild von guten Menschen, die versuchen, das kaum kartografierte Gebiet so gut wie möglich zu meistern“.